# Spelmanstävlingen i Lund 1907
Spelmanstävlingen i Lund 1907, var en av sex spelmanstävlingar som arrangerades i Sverige under sommaren 1907.

## Historik
Spelmanstävlingen ägde rum på den så kallade Industrirestaurangens veranda lördagen den 24 augusti 1907, i anslutning till som en industriutställning som arrangerades i Lund sommaren 1907. Till tävlingen hade ett 100-tal spelmän anmält sig. En av domarna var folkmusikupptecknaren Nils Andersson, som var stadsnotarie i Lund och tillsammans med konstnären Anders Zorn en av de drivande krafterna bakom de tidiga 1900-talets växande intresse för svensk folkkultur och spelmansmusik. Anders Zorn var inbjuden som gäst på tävlingen men kom inte, troligen på grund av sjukdom.
På söndagen den 25 augusti hölls tre konserter med de spelmän som nått framgång i tävlingen.

## Pristagare
| Pris           | Namn                                                      | Prissumma  |
| -------------- | --------------------------------------------------------- | ---------- |
| Hederspris     | K. M. Pettersson Axel Pettersson Sven Jönsson, Hässleholm | 50 kronor. |
| 1:a pris       | Per Lindahl, Hörby                                        | 40 kronor. |
| 1:a extra pris | C. Lorensson, Abbekås                                     | 40 kronor. |
| 2:a pris       | N. Bengtsson, Åskloster                                   | 30 kronor. |
| 2:a extra pris | Johan Erlandsson, Abild                                   | 30 kronor. |
| 2:a extra pris | Ola Andersson, Huaröd                                     | 30 kronor. |
| 2:a extra pris | Jean Johansson Wristel, Gränna                            | 30 kronor. |
| 3:e pris       | Ored Andersson, Linderöd                                  | 20 kronor. |
| 3:e extra pris | Håkan Johansson, Västra Torsås                            | 20 kronor. |
| 3:e extra pris | Johannes Lindberg, Helsingborg                            | 20 kronor. |
| 4:e pris       | Ola Grönvall, Väsby                                       | 10 kronor. |
| 4:e extra pris | Jöns Larsson, Södra Sandby                                | 10 kronor. |
| 4:e extra pris | Albert Andersson, Lindame                                 | 10 kronor. |
| 4:e extra pris | Bengt J. Nilsson, Västboås                                | 10 kronor. |
| 4:e extra pris | A. Johansson, Hestra                                      | 10 kronor. |
| 4:e extra pris | Karl Johansson, Augerum                                   | 10 kronor. |
| 4:e extra pris | Jons Nilsson, Tjörnarp                                    | 10 kronor. |
| 4:e extra pris | Hans Larsson, Högestad                                    | 10 kronor. |
| 4:e extra pris | Per Andersson, Stenstad                                   | 10 kronor. |
| 4:e extra pris | A. Stenström, Slöinge                                     | 10 kronor. |
| 4:e extra pris | Magnus Persson, Degersnäs                                 | 10 kronor. |
| Pris           | C. Tiljander, Karlshamn                                   | 5 kronor.  |
| Pris           | Helge Persson                                             | 2 kronor.  |
| Pris           | A. Lindgren                                               | 2 kronor.  |